# Extra Classe
O Extra Classe é um jornal brasileiro publicado pelo Sindicato dos Professores do Ensino Privado do Rio Grande do Sul (Sinpro/RS). Foi lançado no mês de março de 1996, quando circulou sua primeira edição impressa, com 12 mil exemplares e distribuição centrada, principalmente, nos professores do ensino privado do Rio Grande do Sul, associados ao Sinpro/RS. Com periodicidade mensal, conta atualmente, com tiragem de 25 mil exemplares. Em março de 2014, o jornal passou a ter um site próprio na Internet – extraclasse.org.br, em comemoração aos 18 anos de publicação mensal ininterrupta. O espaço traz em destaque a íntegra da edição do respectivo mês, mais o conteúdo produzido exclusivamente para a web. Mantém ainda todo o arquivo das edições mensais anteriores. 
Orientado pelos princípios éticos e técnicos do jornalismo, tem como objetivo contribuir para o debate sobre questões importantes para o desenvolvimento cidadão da sociedade, como meio ambiente, cultura, educação, política, economia, saúde e, em especial, movimentos sociais e de trabalhadores. 
Dentre seus colaboradores fixos, o escritor Luis Fernando Verissimo, Marcos Rolim, Edgar Vasques e Neltair Abreu.

## História
O jornal Extra Classe é resultado de um profundo debate realizado pela direção colegiada do Sinpro/RS e os professores do ensino privado do Rio Grande do Sul, em congressos estaduais, no final dos anos 1980 e início dos anos 1990, sobre a importância da comunicação social e da informação para o efetivo exercício da democracia. As vozes da ortodoxia consideravam a proposta do Extra Classe uma diluição da ação sindical e uma concessão aos valores liberais hegemônicos. Diziam que Sindicato era para lutar e sua política de comunicação era para divulgar essa luta, a versão dos trabalhadores e as concepções ideológicas identificadas com estes. Cabia ao Sinpro/RS, que incorporou o slogan Sindicato Cidadão e o difundiu em nível estadual, inserir-se nos movimentos pela democratização dos meios de comunicação, adotando, em seus próprios veículos, posturas políticas e éticas compatíveis.
Desenvolvido pelo então assessor de comunicação do Sindicato, jornalista Marcelo Menna Barreto, em parceria com o jornalista Luiz Carlos Barbosa, o projeto editorial foi criado com o compromisso de ser um efetivo jornal, com uma linha editorial pluralista, com periodicidade regular e com projeto de auto sustentação, através da comercialização de espaços publicitários. O projeto gráfico ficou sob a responsabilidade do publicitário Abnel Lima Filho, da How Comunicação. A direção colegiada do Sinpro/RS que promoveu a criação do jornal Extra Classe era formada pelos professores Amarildo Pedro Cenci, Oscar Ascendino da Rosa, João Luiz Stein Steinbach, Soraya Franke, Ângelo Adalvino Dal Cin, Cecília Farias, Celso Floriano Stefanoski, Paulo Roberto Hörlle, Cássio Filipe Galvão Bessa, Luiz Afonso Montini, Alexei Machado Müller, Carlos Eduardo Berwanger, Norberto Schwarz Vieira, Osvaldo Biz, Marília Firck Kurkowski, Paulo Adílio Prestes Ferreira, Marcos Júlio Fuhr, Lia Scholze Domingues.

### Concepção
Ampliar a gama de informações de qualidade para os professores, um público formador de opinião, sempre foi um objetivo estratégico do Sinpro/RS. Foi neste contexto que surgiu o Extra Classe, prestigiado pelas sucessivas diretorias ao longo dos anos, que defendem o projeto, provendo regularmente os recursos financeiros necessários nos orçamentos anuais do Sindicato para a sua manutenção.

### Lançamento
O jornal  nasceu voltado também para sociedade, razão pela qual foi escolhida a Assembleia Legislativa do Estado do Rio Grande do Sul (ALRS) para o coquetel de lançamento, em março de 1996, com a presença de professores, autoridades, formadores de opinião em geral. No mesmo local foram comemorados os aniversários de 10 e 15 anos de publicação ininterrupta.

### Na Web
Para transcender os limites da categoria dos professores do ensino privado a direção do Sindicato, ao longo do tempo, apostou na venda de assinaturas e em bancas, prejudicadas por sua periodicidade mensal, que dificultava, entre tantas publicações, sua percepção no mercado editorial e na sociedade. 
Pelo histórico das tentativas frustradas, pelas evidentes limitações orçamentárias e publicitárias, a ampliação do público leitor certamente não passava pelo produto editorial impresso e distribuído fisicamente.
Esta conclusão motivou, em 2014, no âmbito da programação dos 18 anos do Jornal, a definição de uma nova alternativa: a Internet. O lançamento do extraclasse.org.br – espaço exclusivo do Jornal na web – propiciou o acesso irrestrito a toda a sua produção de conteúdo jornalístico e materializou o intento da coordenação do jornal e da direção do Sinpro/RS de atingir, além da categoria dos professores.

## Colunistas
- Barbosa Lessa
- Elisa Lucinda
- Fraga
- Gabriel Grabowski
- José Alonso
- José Luis Fiori
- Luis Fernando Verissimo
- Marcos Rolim
- Moisés Mendes
- Nei Lisboa
- Télia Negrão
- Marco Aurélio Weissheimer

## Cartunistas
- Renato Vinícius Canini
- Edgar Vasques
- Celso Schröder
- Neltair Abreu (Santiago)
- Rafael Corrêa

## Livro
Extra Classe Duas Décadas de Jornalismo e Cidadania (Carta Editora, 2016, 144 páginas, ISBN 9788561899172). 1. Jornal Extra Classe – Rio Grande do Sul – História. 2. Jornalismo – Rio Grande do Sul – História. 3. Imprensa. 4. Democracia. I. Sindicato dos Professores do Ensino Privado do Rio Grande do Sul. (Bibliotecária responsável: Sabrina Leal Araujo – CRB 10/1507)
Luiz Carlos Barbosa Lessa Crônicas do Passado Presente (Org. Sinpro/RS. Nova Prova, Porto Alegre, 2002, 200 páginas, ISBN 8589344010). 1. Literatura brasileira. 2. Crônicas. I. Lessa, Luiz Carlos Barbosa (1929-2002). II Sindicato dos Professores do Estado do Rio Grande do Sul. III. Sinpro/RS. (Bibliotecária responsável: Cristiane Possebom CRB 10/1397)

## Prêmios
2017
Menção Honrosa e Prêmio Júri Popular no 44º Salão Internacional de Humor de Piracicaba com a tirinha da série Rato Falho, do cartunista Rafael Corrêa, publicada na edição de maio.
2016
3° Lugar (Menção Honrosa) no 58° Prêmio Ari de Jornalismo com a charge Escola sem partido, do cartunista Neltair Abreu (Santiago), publicada na edição de agosto de 2016.
1º Lugar no IV Prêmio República de Valorização do Ministério Público Federal , categoria Jornalismo Impresso, com O zelo pela contravenção, de Gilson Camargo, publicada na edição de junho de 2015.
2015
3º Lugar no Prêmio Sinurgs de Jornalismo , com Yes, nós temos orgânicos, de Gilson Camargo.
1º Lugar na categoria Mídia Digital – Prêmio Organização das Nações Unidas para a Alimentação e a Agricultura (FAO)  com Cresce 20% ao ano a produção de arroz sem agrotóxicos, de Clarinha Glock.
2013
1º Lugar em Mídia Impressa – Prêmio Amrigs de Jornalismo, com o Caderno Especial Cultura Doadora, com reportagem de Clarinha Glock e Marcia Camarano.
1º Lugar – Prêmio de Jornalismo Ministério Público do Rio Grande do Sul, com Os doutores da propina, de Gilson Camargo.
2012
Menção Honrosa – Prêmio Amrigs de Jornalismo, com Câncer: meio milhão de novos diagnósticos por ano, de Clarinha Glock.
Menção Honrosa – Prêmio Direitos Humanos de Jornalismo, com Intoxicação em postos do GHC completa 13 anos, de César Fraga.
2011
1º Lugar Categoria Jornal – Prêmio Amrigs de Jornalismo , com Câncer de mama, uma maratona de dificuldades, Clarinha Glock.
2º Lugar Categoria Jornal – Prêmio Amrigs de Jornalismo, com o especial Os principais riscos à saúde do professor, editado por César Fraga.
Destaque Editor na categoria Veículo – Troféu Dr. Paulo Marroni Silveira – Prêmio Amrigs de Jornalismo, para Valéria Ochôa.
1º Lugar Geral – Prêmio ARI-Banrisul de Jornalismo, com a série Esperança para o Sinos, de Clóvis Victória.
1º Lugar em Charge – Prêmio ARI-Banrisul de Jornalismo, com Vovôs torturadores, de Neltair Abreu (Santiago).
1º Lugar – Prêmio de Jornalismo Ministério Público do Rio Grande do Sul, com a série Esperança para o Sinos, de Clóvis Victória.
2010
2º Lugar Categoria Jornal – Prêmio Fiema de Jornalismo Ambiental, com Estudo aponta riscos de poluição e redução do Aquífero Guarani, de Cleber Dioni Tentardini.
Menção Honrosa – Prêmio Direitos Humanos de Jornalismo, com Quando o trabalho gera dor e sofrimento, de Gilson Camargo.
1º Lugar Reportagem Econômica – Prêmio ARI de Jornalismo, com O preço do crescimento, de Gilson Camargo.
2º Lugar Geral – Prêmio ARI de Jornalismo, com a série de matérias Investigação sobre crise financeira da Ulbra, de Naira Hofmeister.
Menção Honrosa – Prêmio ARI de Jornalismo, com a charge Censo 2010, de Neltair Abreu (Santiago).
2009
1º Lugar – Prêmio ARI de Jornalismo, com a charge Gran Circun Flexo, de Neltair Abreu (Santiago).
2008
Menção Honrosa – Prêmio ARI de Jornalismo, com a charge Crise estadunidense, de Neltair Abreu (Santiago).
2006
2º Lugar em Reportagem Cultural – Prêmio ARI de Jornalismo, com As gauchadas de um catarina, de José Schenckel Weis.
2005
Menção Honrosa – Prêmio ARI de Jornalismo, com a charge A deprê do militante, de Neltair Abreu (Santiago).
Destaque em Jornalismo Cultural – Prêmio O Sul, Nacional e os Livros.
1999
Menção Honrosa – Prêmio Alexandre Cerqueira César de Jornalismo, com A lei do  mais forte, de Marcia Camarano.
3º Lugar – Prêmio Direitos Humanos de Jornalismo, com A lei do mais forte, de Marcia Camarano.
1998
Menção Honrosa – Prêmio ARI de Jornalismo, com Aluno-cliente, aluno-tirano, de Luiz Carlos Barbosa e Jacira Cabral.
3º Lugar – Prêmio Direitos Humanos de Jornalismo, com Dois pesos, duas medidas, de Marcia Camarano.
1997
Menção Honrosa – Prêmio ARI de Jornalismo, com Quanto custa uma GM, de Renato Hoffmann e Valéria Ochôa.
2º Lugar – Prêmio Direitos Humanos de Jornalismo, com Infância querida, infância perdida, de Marcia Camarano.
Menção Honrosa – Prêmio ARI de Jornalismo, com a charge O equilibrista, de Celso Augusto Schröder.
1996
1º Lugar – Prêmio Direitos Humanos de Jornalismo, com A impunidade do capital, de Ulisses Nenê.